# 阿尔文学说
阿尔文学说是瑞典物理学家阿尔文提出的一种关于太阳系起源的学说。这种学说认为电磁作用在太阳系起源过程中起到了主导的作用。
阿尔文学说认为，太阳形成时具有很强的磁场，太阳周围的高温电离气体云因冷却而还原成中性态，在太阳万有引力的作用下下落。当下落的动能超过电离能时由于分子碰撞而再度电离，在一定距离处停止下落，形成4块物质云，并最终凝聚形成了太阳系中的行星和卫星。
阿尔文学说主要见于阿尔文在1942年以来发表的一系列有关太阳系起源问题的论文中。1976年，阿尔文将主要研究成果在与阿亨尼斯合著的《太阳系的演化》一书中作了总结。